# Слутка (Новгородская область)
Слу́тка — деревня в Новгородском муниципальном районе Новгородской области. Относится к Савинскому сельскому поселению.
Деревня расположена на холмах вдоль правого берега реки Волхов (ранее две деревни — Слутка Первая и Слутка Вторая), напротив удалённого микрорайона Великого Новгорода — Кречевиц. У южной части деревни у впадении реки Робейки в Волхов, расположено озеро Холопье. На противоположном берегу Холопьего озера находится археологический памятник V—VIII веков — городище Холопий городок. Северная часть деревни расположена около моста через Волхов на объездном участке федеральной автомобильной дороги «Россия» М10.
Деревня Слутка или ранее известно также как Слудица — из старинных боярских вотчин. Оно упомянуто в «Житии Варлаамия Хутынского», чтимого новгородского святого, свершавшего свой подвиг поблизости, в Хутынском монастыре.
Деревня соединена автобусным сообщением, как с областным центром — Великим Новгородом и административным центром сельского поселения — деревней Савино, так и близлежащими населёнными пунктами.
Неподалёку, к югу от Слутки расположены деревни Робейка и Новониколаевское.
| 2010 |
| ---- |
| 394  |

## Люди связанные с деревней
В Слутке в 1922 году родился Герой Советского Союза Сергей Павлович Шпуняков, его имя носит школа на противоположном берегу Волхова в Кречевицах.
В 1928 году в Слутке жил и работал писатель Виталий Валентинович Бианки. В конце его рукописи сказки «Теремок», есть пометка: 14.VI.28 г. Слутка. Там же написал повесть "Карабаш" .
В 1928г в Слутке жил и работал писатель Куклин Георгий Осипович.  Написал рассказ для детей "Игренька" и работал над книгой "Краткосрочники", в рукописи под названием "Записки красноармейца". Тогда же в Слутке жила и работала известный литературовед Привалова Екатерина Петровна. 
Барабанов Алексей Никитич,  Герой Социалистического Труда,  жил в Слутке. До сих пор в Слутке  сохранился его дом.